# هرم سيستيوس
هرم سيستيوس هو هرم من العصر الروماني يقع في روما، إيطاليا يقع بالقرب من المقبرة البروتستانتية تم بنائه ليكون قبر جايوس سيستيوس.